# Lista över fornborgar i Hälsingland
Detta är en lista över fornborgar i landskapet Hälsingland registrerade i Fornminnesregistret. Det finns 10 fornminnen i Hälsingland som är registrerade som fornborgar.
| RAÄ-nummer | Kommun     | Namn           | Koordinater                                             | Kommentar | Bild |
| ---------- | ---------- | -------------- | ------------------------------------------------------- | --------- | ---- |
| 82:1       | Nordanstig | Hökberget      | 61°59′45.94″N 16°59′5.39″Ö / 61.9960944°N 16.9848306°Ö  |           |      |
| 4:1        | Hudiksvall | Borgarberget   | 61°46′15.86″N 16°48′45.77″Ö / 61.7710722°N 16.8127139°Ö |           |      |
| 25:1       | Hudiksvall | Rövarklitten   | 61°48′23.49″N 16°52′51.57″Ö / 61.8065250°N 16.8809917°Ö |           |      |
| 79:1       | Nordanstig | Vettberget     | 62°1′27.61″N 17°21′27.86″Ö / 62.0243361°N 17.3577389°Ö  |           |      |
| 47:1       | Nordanstig | Borgön         | 61°56′20.24″N 17°6′20.70″Ö / 61.9389556°N 17.1057500°Ö  |           |      |
| 99:1       | Hudiksvall | Tunaborg       | 61°44′54.75″N 17°4′32.79″Ö / 61.7485417°N 17.0757750°Ö  |           |      |
| 50:1       | Nordanstig | Börberget      | 61°50′0.61″N 17°1′43.40″Ö / 61.8335028°N 17.0287222°Ö   |           |      |
| 41:1       | Hudiksvall | Rödhälle skans | 61°36′12.02″N 17°7′55.72″Ö / 61.6033389°N 17.1321444°Ö  |           |      |
| 19:1       | Bollnäs    | Borgberget     | 61°17′2.59″N 16°36′15.41″Ö / 61.2840528°N 16.6042806°Ö  |           |      |
| 19:1       | Ovanåker   | -              | 61°20′30.04″N 15°31′1.23″Ö / 61.3416778°N 15.5170083°Ö  |           |      |